# Croton miarensis
Espèce
Classification APG III (2009)
Croton miarensis est une espèce de plantes à fleurs du genre Croton et de la famille des Euphorbiaceae présente au sud-ouest de Madagascar.